# Атила (филм)
 Тази статия е за българския филм.  За други значения вижте Атила (пояснение).  
„Атила“ е български игрален филм от 1989 година на режисьора Христо Христов.

## Състав
Не е налична информация за актьорския състав.